# Zenòdot d'Efes
Zenòdot d'Efes (Zenodotus, Ζηνόδοτος) fou un gramàtic grec.
Fou el primer director de la Biblioteca d'Alexandria, ofici en el que el va succeir Cal·límac. Va viure en temps de Ptolemeu I Sòter i el seu fill Ptolemeu II Filadelf, però segurament va exercir el càrrec en el regnat del segon. Va florir vers el 280 aC. Suïdas diu que va educar els fills de Ptolemeu, i sembla referir-se a Ptolemeu I, però probablement seria Ptolemeu II.
Fou deixeble de Filetes de Cos. Va treballar junt amb Alexandre Etoli i Licofró de Calcis en una revisió de tots els poetes grecs (ocupats respectivament en Homer, tragèdies i comèdies). Va fer diverses correccions als textos d'Homer.
Va publicar dues obres: el Glossari (Γλῶσσαι) i un diccionari de barbarismes (Λέξεις ἐθνικαὶ). Ateneu de Naucratis fa esment que podrien ser seves les obres Ἐπιτομαὶ i Ἰστορικὰ ὑπομνήματα; tot i que podrien ser obra de Zenòdot d'Alexandria.